# Phygadeuon longigena
Phygadeuon longigena là một loài tò vò trong họ Ichneumonidae.